# Talk The Walk
《Talk The Walk》是奇妙電視香港國際財經台的一個時事訪談節目，由香港有線新聞製作。類似前亞洲電視時事清談節目《時事縱橫》、無綫電視的《清心直說》，以及香港電視娛樂的《Weekly Re-Viu》，節目會邀請嘉賓探論社會話題。由楊偉雄（Raymond Yeung）、Azam Khan主持。
播放初期未設定主播及記者英語口述的英文字幕。
香港其他免費電視台的英語新聞節目有無綫電視明珠台的《清心直說》和香港電視娛樂ViuTVsix的《Weekly Re-Viu》。

## 節目歷史
- 2018年8月4日，隨香港國際財經台啟播而開始播映。
- 停播日期不詳

## 播映時間
- 星期六：20:30-21:00

## 已離職主持
- 盛浩文（Harminder Singh） (August 2018 - October 2020)
- 黃婉君（Sarah Wong）(October 2020 - August 2022)
- 王欣琳（Wynna Wong） (August 2022 - November 2022)
- 楊偉雄（Raymond Yeung）
- Azam Khan

## 相關節目
- 清心直說（Straight Talk）
- Weekiy Re-Viu